# Tetrastichus okawus
Tetrastichus okawus är en stekelart som beskrevs av Sievert Allen Rohwer 1921. Tetrastichus okawus ingår i släktet Tetrastichus och familjen finglanssteklar.
Artens utbredningsområde är Frankrike. Inga underarter finns listade i Catalogue of Life.